# Jörgen Sundqvist
Jörgen Sundqvist, född 24 september 1982 i Härnösand, är en svensk ishockeyspelare. Han spelar som back med tröjnummer 22 i Brynäs IF. 
Jörgen började spela i Antjärns IK och debuterade 2000 i Elitserien för Leksands IF. Han har även spelat i IFK Arboga och Skellefteå AIK, varifrån han flyttade till Brynäs IF.
Han är far till ishockeyspelaren Leo Sundqvist.